# Hugo Yrwing
Hugo Ulrik Yrwing, född 23 januari 1908 i Södra Åsums församling, Malmöhus län, död 6 augusti 2002 i Johannes församling i Stockholm, var en svensk historiker.
Yrwing blev filosofie magister 1933, filosofie licentiat 1938 och filosofie doktor i historia 1940, allt vid Lunds universitet. Han var docent vid Lunds universitet 1940–1943 och 1957–1974. Åren 1940–1945 arbetade han som lärare i Ängelholm och Stockholm. Han var adjunkt vid Katedralskolan i Lund 1945–1959 och lektor där 1959–1974.
Yrwing publicerade monografier och tidskriftsartiklar om medeltidens och 1500-talets historia, bland annat cirka sjuttio artiklar i Kulturhistoriskt lexikon för nordisk medeltid. Han blev ledamot av Vetenskapssocieteten i Lund 1961 och Kungliga Samfundet för utgivande av handskrifter rörande Skandinaviens historia 1963 samt medlem av Stadshistoriska samfundet 1991.